# Mertens (Texas)
|  | Dieser Artikel wurde aufgrund von inhaltlichen Mängeln auf der Qualitätssicherungsseite des Projektes USA eingetragen. Hilf mit, die Qualität dieses Artikels auf ein akzeptables Niveau zu bringen, und beteilige dich an der Diskussion! Eine nähere Beschreibung der zu behebenden Mängel fehlt. |

Mertens ist eine Town im Hill County im US-Bundesstaat Texas. Die Volkszählung von 2020 erfasste 144 Einwohner.

## Lage
Der Ort liegt bei den geographischen Koordinaten 32° 3' 31.81" Nord und 96° 53' 37.41" West auf einer Höhe von 159 Metern über dem Meeresspiegel. Die 1,13 km² große Fläche des Gebietes besteht fast ausschließlich aus Land.